# Þórsdrápa
Þórsdrápa es un poema escáldico de Eilífr Goðrúnarson, un poeta al servicio del Jarl Håkon Sigurdsson. El poema es notable por el uso creativo de los kenningars y otras formas metafóricas, así como por su complejidad laberíntica.

## Sinopsis narrativa
El principal tema del poema es una narración relatando como Thor obtuvo su martillo, Mjolnir (Mjǫlnir), y como es usual en estas historias con Thor, también se relata el enfrentamiento con los gigantes. Detrás de todo está Loki, el cual engaña a Thor y lo lleva a una confrontación con el gigante Geirröd (Geirrøðr). Con la ayuda de algunos regalos mágicos de la giganta Gríðr, Thor, acompañado por Þjálfi, derrota a Geirröd y mata a otros gigantes.
La narración comienza con el relato de una trampa de Loki que incita a Thor a la guerra contra los gigantes; Þjálfi se une a Thor pero Loki rehúsa por completo ir. Luego se relatan los detalles de Thor cruzando los océanos hacia Jötunheim, con Þjálfi colgando de su cinturón. Al ser un (drápa) el poema abunda en alabanzas hacia el valor de Thor y Þjálfi al realizar esta difícil travesía. 
A su llegada son atacados por un grupo de gigantes de la cueva de Geirröd, pero Thor y Þjálfi rápidamente los ponen en retirada. Thor es luego conducido a la casa de Geirröd, donde el asiento que le dan comienza a elevarse en el aire intentado aplastarlo contra el techo, sin embargo golpea el techo con el palo regalado por Gríðr y desciende bruscamente aplastando dos gigantas hijas de Geirröd, que eran quienes lo elevaban.
Geirröd invita a Thor a un juego, y le arroja un trozo de hierro fundido, el cual Thor atrapa con su guantes de hierro. Geirröd se esconde detrás de una columna pero Thor arroja el trozo de hierro atravesando a la columna y al gigante.

## Análogos
El mito relatado en el poema es también preservado en prosa por Snorri Sturluson en Skáldskaparmál y un análogo menos exacto se encuentra en Gesta Danorum de Saxo Grammaticus . Hay numerosas discrepancias en el mito entre las versiones de Snorri y Eilífr; por ejemplo Þjálfi no está presente en la historia relatada en la Edda prosaica de Snorri, mientras que tiene un rol prominente en Þórsdrápa.

## OtrosÞórsdrápur
Dos (fragmentos de) poemas a veces son referidos como Þórsdrápa:
- Tres medias estrofas escritas por Eysteinn Valdason en el siglo X relatando la expedición de pesca de Thor para matar a Jörmungandr;
- Una estrofa y dos versos compuestos por Þorbjörn dísarskáld en el siglo X o XI, la estrofa consiste en una lista de gigantes y gigantas que Thor ha matado.

Ambas se preservaron solamente en Skáldskaparmál (4).